# Chiltepec
Chiltepec es una villa y puerto en la costa del Golfo de México en el municipio de Paraíso, en el estado de Tabasco, México.
Es un puerto pesquero que se ubica en una península llamada Barra de Chiltepec, justo en la desembocadura del río González, a 18 km al este de la cabecera municipal que es la ciudad de Paraíso y a 98 km al noroeste de la ciudad de Villahermosa, la capital del estado de Tabasco.
Chiltepec es un pueblo que, si bien resulta pintoresco, cuenta con todas sus calles pavimentadas, un malecón costero con bancas para admirar el paisaje marino y los más variados negocios: tiendas de abarrotes, refresquerías, restaurantes, tortillerías, papelerías y un mercado tradicional como tantos otros que hay en el territorio mexicano.
Pero si hay algo que define a Chiltepec son sus preciosas playas. Son parajes costeros de gran interés para lugareños y visitantes que nadie se debe perder. Resulta muy interesante los paseos en lancha por el río González, la bocana y playas ubicadas en las cercanías.
Marina Chapultepec es uno de los sitios más importantes de la comunidad. Desde allí se ofrece servicio a las embarcaciones turísticas como también a lanchas y veleros. 
Desde el malecón se puede gozar de maravillosas vistas de la laguna El Estero y sus proximidades.
Chiltepec tiene además el faro de mayor altura en el territorio tabasqueño, un muelle para fines pesqueros, otro más para labores petroleras y una eficiente marina.

## Toponimia
La palabra Chiltepec proviene de los vocablos nahuatl "Chili" que significa "Chile" y "tepec" que es una terminación toponímica, por lo tanto, su significado se traduce como: "lugar de chiles".

## Ubicación
El puerto de Chiltepec se localiza en una pequeña península llamada Barra de Chiltepec, la cual está delimitada al norte por el Golfo de México, al sur por la laguna El Estero, al este el río González y al oeste una "lengua" de tierra que une a la península con tierra firme.

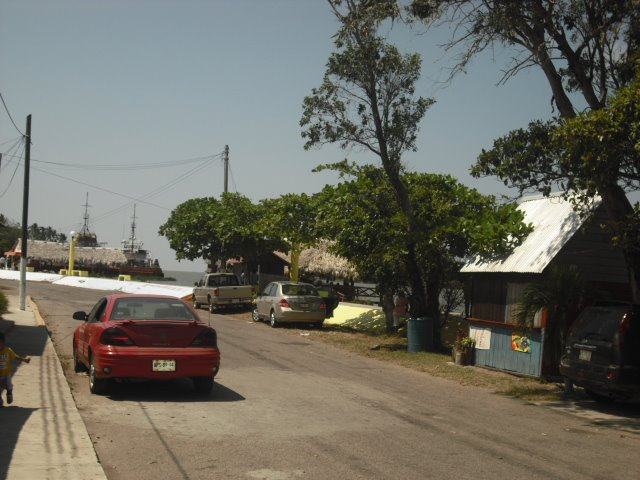
Avenida González con comercios y restaurantes

Por lo estrecho de la península, la población no cuenta con mucho espacio, por lo que en la zona urbana del puerto viven 832 habitantes, sin embargo, ya en tierra firme se ha asentado la otra parte de la población, en lo que se le ha llamado la sección "El Tanque" y que cuenta con 1,219 habitantes.

## Historia
Chiltepec, o Chiltepeque (como se le ha llamado en algunas crónicas españolas durante la conquista), fue una población prehispánica costera que se cree pudo ser habitada inicialmente durante el período Postclásico (900 - 1525 d. C.), por lo que ya se encontraba habitada a la llegada de los conquistadores españoles.
En 1551 durante un viaje de los navíos reales hacia la Nueva España, y debido a un temporal, cuatro de ellos quedan varados frente al puerto de Chiltepec. El Alcalde Mayor de Tabasco, Juan de Villafranca, dio aviso al gobernador de Yucatán y Tabasco Diego de Santillana, quien viajó de Yucatán a Tabasco para supervisar las labores de rescate del cargamento de los barcos.
Hacia 1557 iniciaron las incursiones piratas en las costas de Tabasco, por lo que Chiltepec fue azotado en varias ocasiones por piratas que llegaban ahí para internarse a la Chontalpa por la barra de Dos Bocas la cual se localiza a muy poca distancia del puerto, lo que provocó que gran parte de la población abandonara el puerto y se refugiara tierra adentro. 
Entre 1679 y 1688 el filibustero inglés William Dampier atacó en varias ocasiones las costas de Tabasco y en su libró "Dampier's Voyages" narró como los capitanes pirtatas Rives y Hewet, estuvieron en "Checapeque" (Chiltepec) y se internaron a la Chontalpa por el río de Dos Bocas. También en su libro, Dampier incertó un mapa de la costa del Golfo de México en donde señala la ubicación del puerto de Chiltepec.
A principios de junio de 1844 desembarcó en este puerto, procedente de Nueva Orleans, EUA, el cubano y ex gobernador de Tabasco Francisco de Sentmanat, quien llegó a bordo de dos carabelas, entre ellas la goleta William Turner y venía con la intención de recuperar la gubernatura del estado, que le había sido arrebatada por el también cubano Pedro de Ampudia y Grimarest. La expedición se internó por Jalpa donde fueron derrotados y Sentmanat fue fusilado.

## Infraestructura
Chiltepec cuenta con la mayoría de sus calles pavimentadas, así mismo, cuenta con un malecón costero, con bancas. Existen carnicerías, papelerías, tiendas de abarrotes, restaurantes, refresquerías, tortillerías, así como un mercado.

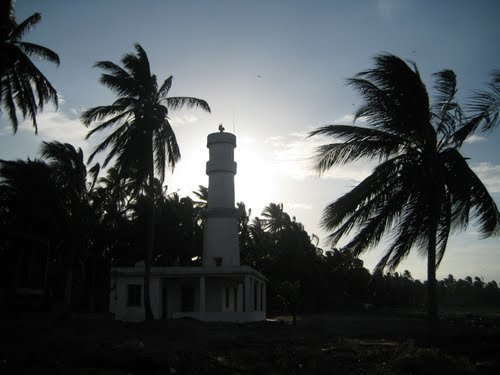
El faro de Chiltepec, cerca de la bocana del río.

En esta localidad, se localiza el faro más grande del estado, también cuenta con un muelle pesquero, un muelle petrolero y una marina.

## Economía
La economía del puerto gira en torno a tres actividades fundamentales: la pesca, ya que en el puerto es un importante polo pesquero del estado, aquí se capturan especies como: robalo, sábalo, pez de vela y camarón. 
Otra de las actividades importantes es el cultivo de coco, Chiltepec cuenta en sus alrededores con una gran cantidad de hectáreas en las que se cultiva principalmente el coco, para una vez que se secá, la copra se vende a una cooperativa estatal que la transforma en diversos productos y aceites. Finalmente, la otra actividad de la población, es el turismo, representado principalmente por la gastronomía y los paseos en lancha.

## Turismo
Chiltepec es famoso por sus agradables paisajes, playas y su gastronomía. También se pueden alquilar lanchas de motor para hacer recorridos por el río González, la Bocana y las playas cercanas. 

### Marina Chiltepec
En el puerto, se localiza la Marina Chiltepec, la cual puede dar servicio a embarcaciones turísticas como yates veleros y lanchas. Desde el malecón, es posible disfrutar de la vista y brisa del río González así como de la laguna El Estero.

### Playas
En las cercanías de Chiltepec, se localizan varias playas públicas de arena gris claro, entre las que destacan: Playa Bruja, Playa Sol y Mar y Arena, las cuales son muy concurridas por turistas locales, sobre todo en época de Semana Santa.

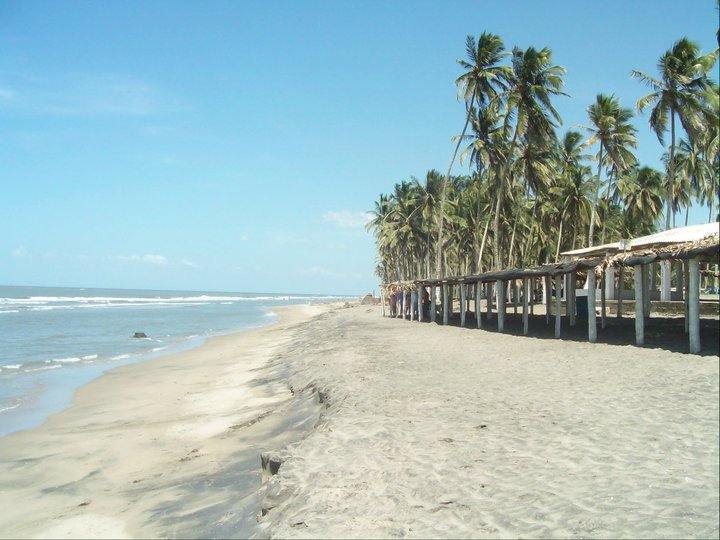
vista de las palapas de Playa Bruja

### Gastronomía
Sin duda, el atractivo principal de esta población, esta en su variada y rica gastronomía. Al estar ubicado en el corredor gastronómico "Puerto Ceiba - El Bellote - Chiltepec", le permite contar con una amplia gama de restaurantes en donde se preparan deliciosos platillos sobre todo a base de mariscos como: Camarón en caldo, sopa de mariscos, posta de robalo, pan de cazón y los famosos camarones al chiltepín.

### Deportes acuáticos
En Chiltepec se pueden practicar diversos deportes acuáticos, como la natación, buceo, veleo, kayakísmo, jet sky y canotaje.

## Fiestas y tradiciones

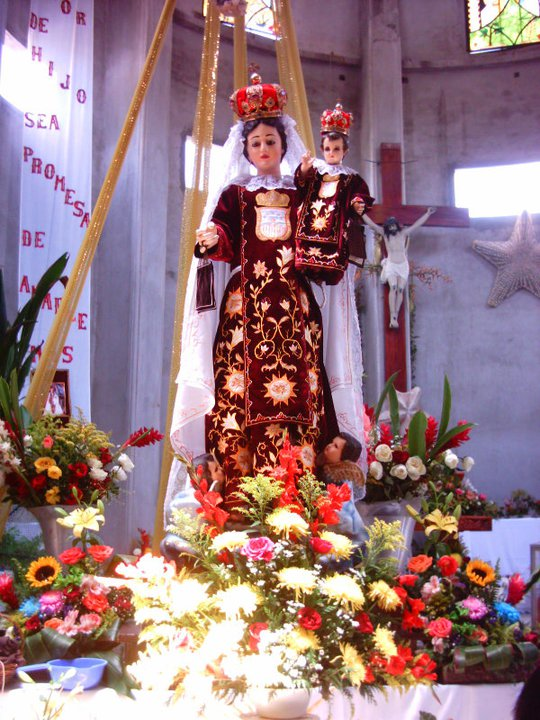
Imagen de la virgen del Carmen venerada en Chiltepec

En puerto Chiltepec se celebra a la Virgen del Carmen y desde hace muchos años es ya una tradición que cada 16 de julio se realiza el tradicional "Paseo de la Virgen" por las aguas del río González.

## Comunicación
Para llegar a Chiltepec existen tres opciones desde la capital del estado:
La autopista federal de 4 carriles Villahermosa - Coatzacoalcos hasta el km 18 en el entronque con la autopista estatal de 4 carriles La Isla - Paraíso, después se toma la carretera federal num. 187 Paraíso - Santa Cruz y tras recorrer 18 km se llega al puerto de Chiltepec.
La segunda opción es la carretera federal num. 180 Villahermosa - Cd. del Carmen hasta el km 50, de ahí tomar la carretera federal num. 187 Santa Cruz - Paraíso, hasta llegar al puerto de Chiltepec.
Finalmente, la tercera opción es la carretera estatal Villahermosa - Nacajuca - Jalpa de Méndez, para después tomar la carretera estatal Jalpa de Méndez - Chiltepec.